# Liste du patrimoine immobilier classé d'Aywaille
Cette page regroupe l'ensemble du patrimoine immobilier classé de la ville belge d'Aywaille.
| Objet | Année de construction / Architecte | Adresse              | Section communale      | Coordonnées                      | Numéro d’inventaire | Illustration |
| --- | ---------------------------------- | -------------------- | ---------------------- | -------------------------------- | ------------------- | --- |
| Anciennes carrières de Chambralles |                                    |                      | Chambralles            | 50° 28′ 36″ nord, 5° 38′ 09″ est | 62009-CLT-0002-01   | Anciennes carrières de Chambralles |
| Le site formé par l'église des Saints-Anges de Dieupart-sous-Aywaille et ses abords comprenant l'ancien cimetière et la place publique devant l'église, les tilleuls, le hêtre et la pompe.      |                                    |                      | Dieupart-sous-Aywaille | 50° 28′ 34″ nord, 5° 41′ 19″ est | 62009-CLT-0003-01   | Le site formé par l'église des Saints-Anges de Dieupart-sous-Aywaille et ses abords comprenant l'ancien cimetière et la place publique devant l'église, les tilleuls, le hêtre et la pompe.      |
| Chapelle Sainte-Anne des Pouhons | 1524                               |                      | Pouhon                 | 50° 25′ 13″ nord, 5° 39′ 57″ est | 62009-CLT-0004-01   | Chapelle Sainte-Anne des Pouhons |
| L'église des Saints-Anges de Dieupart-sous-Aywaille |                                    |                      | Dieupart-sous-Aywaille | 50° 28′ 31″ nord, 5° 41′ 16″ est | 62009-CLT-0005-01   | L'église des Saints-Anges de Dieupart-sous-Aywaille |
| Le château de Harzé (M) et l'ensemble formé par le château, l'esplanade, la cour d'honneur, les dépendances et le parc avec le vieux cimetière entourant l'emplacement de l'ancienne église (S). |                                    |                      | Harzé                  | 50° 26′ 29″ nord, 5° 39′ 59″ est | 62009-CLT-0006-01   | Le château de Harzé (M) et l'ensemble formé par le château, l'esplanade, la cour d'honneur, les dépendances et le parc avec le vieux cimetière entourant l'emplacement de l'ancienne église (S). |
| Tour du XIVe siècle de l'église Notre-Dame et Saint-Martin de Sougné-Remouchamps |                                    | Sougné-Remouchamps   |                        | 50° 28′ 57″ nord, 5° 42′ 21″ est | 62009-CLT-0008-01   | Tour du XIVe siècle de l'église Notre-Dame et Saint-Martin de Sougné-Remouchamps |
| Vallée du Ninglinspo à Sougné-Remouchamps |                                    | Sougné-Remouchamps   |                        | 50° 28′ 06″ nord, 5° 44′ 39″ est | 62009-CLT-0009-01   | Vallée du Ninglinspo à Sougné-Remouchamps |
| Ensemble formé par les Fonds de Quarreux, à Sougné-Remouchamps |                                    | Sougné-Remouchamps   |                        | 50° 27′ 05″ nord, 5° 44′ 24″ est | 62009-CLT-0010-01   | Ensemble formé par les Fonds de Quarreux, à Sougné-Remouchamps |
| Terrains formant extension du site classé des Fonds de Quarreux à Aywaille (+ STOUMONT/Stoumont et Lorcé, Quareux )                                                                              |                                    | Aywaille             |                        | 50° 25′ 50″ nord, 5° 43′ 40″ est | 62009-CLT-0011-01   | Image manquanteTéléverser |
| Maison sise à Deigné |                                    | Deigné               |                        | 50° 30′ 28″ nord, 5° 43′ 49″ est | 62009-CLT-0013-01   | Image manquanteTéléverser |
| Maison (façades et toitures) |                                    | Rue Lambier n°1      |                        | 50° 28′ 57″ nord, 5° 42′ 12″ est | 62009-CLT-0014-01   | Image manquanteTéléverser |
| Drève de hêtres rouges à Dieupart |                                    | Dieupart             |                        | 50° 28′ 35″ nord, 5° 41′ 21″ est | 62009-CLT-0016-01   | Image manquanteTéléverser |
| Village d'Awan |                                    |                      |                        | 50° 27′ 33″ nord, 5° 38′ 41″ est | 62009-CLT-0017-01   | Image manquanteTéléverser |
| Ensemble formé par la chapelle Sainte-Anne du Pouhon et ses abords, à Harzé |                                    | Harzé                |                        | 50° 25′ 09″ nord, 5° 39′ 48″ est | 62009-CLT-0018-01   | Image manquanteTéléverser |
| Château de Dieupart, communs et annexe (façades et toitures), route de Remouchamps |                                    | Route de Remouchamps | Dieupart               | 50° 28′ 41″ nord, 5° 41′ 22″ est | 62009-CLT-0019-01   | Château de Dieupart, communs et annexe (façades et toitures), route de Remouchamps |
| Tilleuls croissant sur la place de Deigné |                                    |                      |                        | 50° 30′ 24″ nord, 5° 43′ 46″ est | 62009-CLT-0021-01   | Tilleuls croissant sur la place de Deigné |
| Maison (façades et toitures) sise à Deigné, face au n°14 |                                    | bij n°14, Deigné     |                        | 50° 30′ 29″ nord, 5° 43′ 49″ est | 62009-CLT-0022-01   | Image manquanteTéléverser |
| Site formé par les abords de la Grotte de Remouchamps |                                    |                      |                        | 50° 28′ 48″ nord, 5° 42′ 42″ est | 62009-CLT-0023-01   | Site formé par les abords de la Grotte de Remouchamps |
| Grottes de Remouchamps et chantoir de Sécheval |                                    |                      |                        | 50° 29′ 09″ nord, 5° 43′ 10″ est | 62009-CLT-0024-01   | Grottes de Remouchamps et chantoir de Sécheval |
| Chantoir de Sécheval, à Sougné-Remouchamps |                                    | Sougné-Remouchamps   |                        | 50° 29′ 22″ nord, 5° 43′ 07″ est | 62009-CLT-0025-01   | Chantoir de Sécheval, à Sougné-Remouchamps |
| Ensemble formé par la Heid des Gattes |                                    |                      |                        | 50° 28′ 48″ nord, 5° 41′ 31″ est | 62009-CLT-0030-01   | Ensemble formé par la Heid des Gattes |
| Ensemble formé par les ruines du Château d'Amblève et ses abords immédiats (+ SPRIMONT/Rouvreux)                                                                                                 |                                    |                      |                        | 50° 28′ 48″ nord, 5° 38′ 43″ est | 62009-CLT-0031-01   | Ensemble formé par les ruines du Château d'Amblève et ses abords immédiats (+ SPRIMONT/Rouvreux)                                                                                                 |
| La vallée du Ninglinspo à Sougné-Remouchamps |                                    | Sougné-Remouchamps   |                        | 50° 28′ 06″ nord, 5° 44′ 39″ est | 62009-PEX-0001-01   | La vallée du Ninglinspo à Sougné-Remouchamps |
| L'ensemble formé par les Fonds de Quarreux, à Sougné-Remouchamps |                                    | Sougné-Remouchamps   |                        | 50° 27′ 05″ nord, 5° 44′ 24″ est | 62009-PEX-0002-01   | L'ensemble formé par les Fonds de Quarreux, à Sougné-Remouchamps |
| Les terrains formant extension du site classé des Fonds de Quarreux à Aywaille (+ STOUMONT/Stoumont et Lorcé, Quareux )                                                                          |                                    | Aywaille             |                        | 50° 25′ 50″ nord, 5° 43′ 40″ est | 62009-PEX-0003-01   | Les terrains formant extension du site classé des Fonds de Quarreux à Aywaille (+ STOUMONT/Stoumont et Lorcé, Quareux )                                                                          |
| La partie souterraine du site des grottes de Remouchamps (partie 1) |                                    |                      |                        | 50° 28′ 48″ nord, 5° 42′ 42″ est | 62009-PEX-0004-01   | La partie souterraine du site des grottes de Remouchamps (partie 1) |
| La partie souterraine du site des grottes de Remouchamps (partie 2) |                                    |                      |                        | 50° 29′ 09″ nord, 5° 43′ 10″ est | 62009-PEX-0005-01   | La partie souterraine du site des grottes de Remouchamps (partie 2) |
| L'ensemble formé par la Heid des Gattes |                                    |                      |                        | 50° 28′ 48″ nord, 5° 41′ 31″ est | 62009-PEX-0006-01   | L'ensemble formé par la Heid des Gattes |